# ルーカス・ブラウン
ルーカス・ブラウン（Lucas Browne、男性、1979年4月14日 - ）は、オーストラリアのプロボクサー、元総合格闘家。ニューサウスウェールズ州オーバーン・シティ出身。元WBA世界ヘビー級レギュラー王者。29歳でボクシングと総合格闘技でデビューを果たした遅咲きの選手。

## 来歴

### 総合格闘技
2009年2月20日、デビュー戦をパンチで1回TKOで勝利。
デビューから5連勝を果たし、Xtreme MMAオセアニアヘビー級王座獲得に成功した。
2010年7月31日、Xtreme MMA世界ヘビー級王座決定戦でダニエル・コーミエと対戦し、パンチによる1回TKO負けで、初黒星を喫した。
2010年11月5日、Xtreme MMAオセアニアヘビー級タイトルマッチでBIG・ジム・ヨークと対戦し、パンチで2回TKO負けを喫し王座陥落から陥落した。この試合を最後に総合格闘技を引退し、ボクシングに専念した。
総合格闘技の戦績は6勝2敗。

### プロボクシング
2009年3月20日、ニューサウスウェールズ州ブルックベールでジェイソン・キールとデビュー戦を行い、4回33秒KO勝ちを収めデビュー戦を白星で飾った。
2011年8月5日、西オーストラリア州カルグーリーでクラレンス・ティルマンとUBCインターナショナルヘビー級王座決定戦を行い、12回3-0（3者とも120-108）の判定勝ちを収め王座獲得に成功した。
2011年9月30日、ニューサウスウェールズ州ミントでファイ・ファラモエとWBFアジア太平洋ヘビー級王座決定戦を行い、5回2分59秒TKO勝ちを収め王座獲得に成功した。
2012年2月17日、クイーンズランド州サウスポートでコリン・ウィルソンとオーストラリアヘビー級王座決定戦を行い、3回2分56秒KO勝ちを収め王座獲得に成功した。
2013年3月1日、クイーンズランド州リッチランズで竹原真敬と対戦し、初回1分8秒KO勝ちを収めた。
2013年4月28日、メルボルンのメルボルン・コンベンション・アンド・エキシビジョン・センターでジェームズ・トニーとWBF世界ヘビー級王座決定戦を行い、12回3-0（117-111、119-109、120-108）の判定勝ちを収め王座獲得に成功した。
2013年11月2日、イギリスのキングストン・アポン・ハルのハル・アリーナでリチャード・タワーズと対戦し、5回51秒TKO勝ちを収めた。
2014年4月26日、イギリスのシェフィールドのポンズ・フォージ国際スポーツセンターでエリック・マーテル・バホーリとコモンウェルスイギリス連邦並びにEPBCヘビー級王座決定戦を行い、5回1分26秒KO勝ちを収め王座獲得に成功した。
2014年5月14日、コモンウェルスイギリス連邦ヘビー級王座をオーストラリア人が獲得したのが1892年以来122年ぶりとなったことで、オーストラリアボクシング連盟から表彰を受けた。
2014年8月1日、ウルヴァーハンプトンでWBAインターコンチネンタルヘビー級王座決定戦としてアンドリー・ルデンコと対戦し、12回3-0（115-113、116-112、117-112）の判定勝ちを収めEPBC王座初防衛、WBAインターコンチネンタル王座獲得に成功した。
2014年11月12日、メルボルンのハイセンス・アリーナでチャウンシー・ウェリバーと対戦し、ウェリバーの5回終了時棄権でEPBC王座2度目、WBAインターコンチネンタル王座初防衛に成功した。
2015年2月25日、WBAからWBA世界ヘビー級レギュラー王者ルスラン・チャガエフと指名試合を行うよう指令を受けた。
2015年8月14日、メルボルンのザ・メルボルン・パビリオンでジュリアス・ロングと対戦し、9回KO勝ちを収めた。
2015年11月13日、肩を負傷したWBA世界ヘビー級4位のフェリス・オケンドが最低でも2016年5月までは試合が出来ないとのメディカルリポートに基づき、WBA世界ヘビー級王者ルスラン・チャガエフとオケンドの間で再戦をすることが不可能となったことを受け、WBAはチャガエフとブラウンの間で指名試合を行うよう指令した。
2016年3月5日、チェチェン共和国グロズヌイのアフマド・アレーナでWBA世界ヘビー級レギュラー王者ルスラン・チャガエフと対戦し、10回2分2秒TKO勝ちでオーストラリアのボクサーで初めてのヘビー級王座獲得に成功した。
2016年3月22日、チャガエフ戦の試合直後にVADA（ボランティア・アンチ・ドーピング協会）によって行われたドーピング検査で、ブラウンの尿から違反薬物のクレンブテロールの陽性反応が検出された。ブラウンの違反薬物使用が確定すればチャガエフ戦は無効試合となり、ブラウンは王座を剥奪される可能性があることが明らかにされた。
2016年4月15日、ブラウンはVADAによる検査は自分が要請したもので、試合5日前に宿泊していたグロズヌイのホテルにVADAの検査員が来て行った抜き打ちの尿及び血液検査の結果は陰性だったので、前日計量の後に食べたステーキにクレンブテロールが混入していたのではないかと主張した。故意に摂取したのではないことを証明するために、自主的にポリグラフ検査を受け、ブラウンの「故意に自分でクレンブテロールを摂取したことは無い」との言動は、今回の検査では「嘘をついている」とは認められなかった。」と所属するハットン・プロモーションズが発表した。
2016年5月12日、ブラウンの予備検体でもクレンブテロールの陽性反応が検出されたことで、WBAはブラウンからWBA世界ヘビー級レギュラー王座を剥奪し6ヵ月間の出場停止処分を科した。
2016年5月21日、WBAのメンドーサ会長は「WBAのドーピング規定に則り同年3月5日に行われたルスラン・チャガエフ対ルーカス・ブラウン戦の試合結果は無効試合とします。敗者となっていたチャガエフは試合前の地位であるWBA世界ヘビー級王者に復帰することとなります。」と述べ、WBA世界ヘビー級レギュラー王座は正式にチャガエフに差し戻されたが、試合の公式記録は無効試合へ覆らなかった。
2016年9月6日、WBAが、VADAによる抜き打ち検査はブラウンが自発的に要請したものであったことや試合5日前の検査ではクレンブテロールが検出されなかったことなどを考慮した結果、ブラウンがクレンブテロールを故意に摂取したとは認められず、また検出されたクレンブテロールが少量でブラウンに運動能力の向上等の優位性を与えるような量では無かったとして、ブラウンをWBA世界ヘビー級ランキングの5位以内に復帰させると発表。120日以内にWBA世界ヘビー級4位のフェリス・オケンドとWBA世界ヘビー級レギュラー王座決定戦を行うよう指令した。
2016年10月24日、同年12月10日にドイツのO2ワールド・ハンブルクでウラジミール・クリチコとWBA世界ヘビー級王座決定戦で対戦する交渉が進められていたが、この日クリチコのふくらはぎ負傷と、試合までのプロモーション期間が短いことを理由に試合が中止になったことが発表された。
2016年11月1日、WBAはWBA世界ヘビー級3位のルーカス・ブラウンとWBA世界ヘビー級5位のシャノン・ブリッグスに対し同年12月31日までにWBA世界ヘビー級レギュラー王座決定戦を行い、その勝者はWBA世界ヘビー級6位のフェリス・オケンドと120日以内に対戦するよう指令を出した。
2016年11月22日、オスタリンの陽性反応が検出されドーピング検査に失格したことが公表された。
2018年3月24日、ロンドンのO2アリーナでWBCヘビー級シルバー王者ディリアン・ホワイトと対戦し、6回TKO負けで王座獲得に失敗した。

## 戦績
- プロボクシング：34戦31勝(27KO)3敗
- 総合格闘技：8戦6勝2敗

| 戦           | 日付           | 勝敗 | 時間     | 内容    | 対戦相手                     | 国籍             | 備考                                                               |
| ------------ | -------------- | ---- | -------- | ------- | ---------------------------- | ---------------- | ------------------------------------------------------------------ |
| 1            | 2009年3月20日  | 勝利 | 4R 0:33  | KO      | ジェイソン・ケイル           | オーストラリア   | プロデビュー戦                                                     |
| 2            | 2010年7月1日   | 勝利 | 1R 2:10  | TKO     | サム・レウイ                 | ニュージーランド |                                                                    |
| 3            | 2011年2月4日   | 勝利 | 3R 1:17  | KO      | ジョン・スジゲティー         | オーストラリア   |                                                                    |
| 4            | 2011年4月2日   | 勝利 | 4R 1:35  | KO      | アリペイト・リアバー         | トンガ           |                                                                    |
| 5            | 2011年4月15日  | 勝利 | 1R       | KO      | ヘンリー・ターニー           | ニュージーランド |                                                                    |
| 6            | 2011年5月13日  | 勝利 | 2R 2:34  | KO      | スコット・ベルショー         | イギリス         |                                                                    |
| 7            | 2011年8月5日   | 勝利 | 12R      | 判定3-0 | クラレンス・ティルマン       | ニュージーランド | UBOインターナショナルヘビー級王座決定戦                            |
| 8            | 2011年9月30日  | 勝利 | 5R 2:59  | TKO     | ファイ・ファラモエ           | ニュージーランド | WBFアジア太平洋ヘビー級王座決定戦                                  |
| 9            | 2011年11月5日  | 勝利 | 4R 1:57  | KO      | ポーラ・ラカイ               | ニュージーランド |                                                                    |
| 10           | 2011年12月9日  | 勝利 | 1R 1:51  | TKO     | アリペイト・リアバー         | トンガ           |                                                                    |
| 11           | 2012年2月17日  | 勝利 | 3R 2:56  | KO      | コリン・ウィルソン           | オーストラリア   | オーストラリアヘビー級王座決定戦                                   |
| 12           | 2012年4月21日  | 勝利 | 4R 1:15  | TKO     | ポール・ブトリン             | イギリス         |                                                                    |
| 13           | 2012年6月16日  | 勝利 | 1R 0:44  | TKO     | ハスティングス・ラサニ       | ジンバブエ       |                                                                    |
| 14           | 2012年12月11日 | 勝利 | 3R 2:23  | TKO     | ジェイソン・ギャバン         | アメリカ合衆国   |                                                                    |
| 15           | 2013年3月1日   | 勝利 | 1R 1:08  | KO      | 竹原真敬 （緑）              | 日本             |                                                                    |
| 16           | 2013年4月28日  | 勝利 | 12R      | 判定3-0 | ジェームズ・トニー           | アメリカ合衆国   | WBF世界ヘビー級王座決定戦                                          |
| 17           | 2013年7月25日  | 勝利 | 7R 終了  | TKO     | トラビス・ウォーカー         | アメリカ合衆国   |                                                                    |
| 18           | 2013年11月2日  | 勝利 | 5R 0:51  | TKO     | リチャード・タワーズ         | イギリス         |                                                                    |
| 19           | 2013年12月13日 | 勝利 | 2R 2:23  | KO      | クラレンス・ティルマン       | ニュージーランド |                                                                    |
| 20           | 2014年4月26日  | 勝利 | 5R 1:26  | KO      | エリック・マーテル・バホーリ | カナダ           | コモンウェルスギリス連邦ヘビー級王座決定戦・EPBCヘビー級王座決定戦 |
| 21           | 2014年8月1日   | 勝利 | 12R      | 判定3-0 | アンドリー・ルデンコ         | ウクライナ       | WBAインターコンチネンタルヘビー級王座決定戦・EPBC防衛1             |
| 22           | 2014年11月12日 | 勝利 | 5R 終了  | TKO     | チャウンシー・ウェリバー     | ニュージーランド | WBAインターコンチネンタル防衛1・EPBC防衛2                          |
| 23           | 2015年8月14日  | 勝利 | 9R 2:59  | KO      | ジュリアス・ロング           | ニュージーランド |                                                                    |
| 24           | 2016年3月5日   | 勝利 | 10R 2:21 | TKO     | ルスラン・チャガエフ         | ウズベキスタン   | WBA世界ヘビー級タイトルマッチ                                      |
| テンプレート |                |      |          |         |                              |                  |                                                                    |

## 獲得タイトル

### プロボクシング
- UBCインターナショナルヘビー級王座
- WBFアジア太平洋ヘビー級王座
- WBF世界ヘビー級王座
- オーストラリアヘビー級王座
- コモンウェルスイギリス連邦ヘビー級王座
- EPBCヘビー級王座
- WBAインターコンチネンタルヘビー級王座
- WBA世界ヘビー級レギュラー王座（防衛0=剥奪）

### 総合格闘技
- XMMAオセアニアヘビー級王座